# De Valstrik
De Valstrik is het negende album en het zesde op zich staande verhaal uit de Belgische stripreeks Blake en Mortimer. Het verhaal verscheen van 22 september 1960 tot 21 november 1961 als vervolgverhaal in het weekblad Kuifje. Een jaar later was de eerste albumuitgave. 
Het centrale thema in het verhaal is tijdreizen. In tegenstelling tot de meeste andere verhalen speelt alleen Mortimer hier de hoofdrol. Blake komt alleen aan het begin en het eind korte tijd in beeld.

## Verhaal
Mortimer, die na het vorige avontuur nog steeds in Parijs is, krijgt van een notaris het merkwaardige bericht dat professor Miloch, die uit het afgebrande kasteel Troussalet is ontsnapt, inmiddels in La Roche-Guyon is overleden als gevolg van de ioniserende straling die hij tijdens de vernietiging van de basis heeft opgelopen. Miloch wil Mortimer nu een erfenis nalaten. Blake vertrouwt het niet en vindt dat Mortimer hier niet op moet ingaan, maar Mortimer negeert de raad van zijn vriend en gaat toch.
Eenmaal in la Roche-Guyon komt Mortimer in een ondergrondse grot terecht, waar zich een heuse "chronoscaaf" (tijdmachine) blijkt te bevinden, een unieke uitvinding van Miloch. Miloch heeft nog een brief voor Mortimer achtergelaten waarin staat dat hij tijdens hun ontmoeting, ondanks het feit dat ze tegenstanders waren, zeer veel waardering heeft gekregen voor Mortimers geleerdheid. Mortimer is daarom de enige persoon aan wie hij dit toevertrouwt. Mortimer volgt de op een bandrecorder opgenomen instructies van Miloch op en klimt in de machine.

### Dinosaurustijd
Hij krijgt een geweldige schok en bevindt zich even later volkomen onverwacht in een zeer ver verleden, en wel het Krijt. Hij weet ternauwernood te ontsnappen aan een vleesetende dinosaurus, die bijna ook de tijdmachine vernietigt waardoor Mortimer voorgoed in het Krijt gevangen zou zijn geweest. Dan beseft Mortimer dat hij in de val is gelopen; Miloch heeft de tijdmachine expres ontregeld, bij wijze van ultieme wraak. In uiterste wanhoop besluit Mortimer een willekeurig ander tijdperk te kiezen. 

### De middeleeuwen
Hij komt terecht in mei 1358, midden in de Honderdjarige Oorlog. De wrede graaf Gui de La Roche is de heerser van het kasteel. Mortimer wordt ervan beschuldigd een spion te zijn, omdat hij een Engelsman is. Dan bestormt een bende opstandelingen, de Jacquerie onder leiding van Guillaume Cale ("Jacques Bonhomme"), het kasteel en ze vermoorden bijna iedereen. Mortimer slaagt erin de dochter van de graaf, Agnès, van de meute te redden. Hij wint een persoonlijk handgemeen met Cale, maar als deze bijkomt roept hij zijn volgelingen op Mortimer en de anderen te grijpen. Ze weten te ontkomen waarbij Agnès en de haar begeleidende priester via een geheime gang zich in veiligheid brengen. Mortimer kan net op tijd aan de wilde meute ontsnappen in de chronoscaaf.

### De 51e eeuw
Mortimer doet opnieuw een wilde gok, in de hoop nu wel naar zijn eigen tijd te kunnen terugkeren. Dan komt hij terecht in de verre toekomst, het jaar 5060. Het blijkt dat de menselijke beschaving hier bijna volledig is verdwenen; aan het eind van de 21e eeuw hebben de grootste en hoogst ontwikkelde bevolkingsgroepen elkaar uitgemoord in een gigantische kernoorlog. Slechts een klein groepje mensen in Azië is erin geslaagd te overleven en zij hebben de rest van de wereld aan zich onderworpen als willoze slaven. In de 30e eeuw brak er een wereldwijde opstand uit die echter onderdrukt werd. Een deel van de opstandelingen zijn toen het zonnestelsel in gevlucht en zijn nu teruggekeerd op aarde om te proberen een eind te maken aan deze situatie. Mortimer belandt bij hen en wordt vanwege zijn kennis van de kernfysica onthaald als iemand die de opstandelingen zal leiden. Uiteindelijk slaagt de opstand mede dankzij Mortimer; hij weet een oude kerncentrale weer op te starten. De geleerden in dit tijdperk helpen Mortimer alsnog veilig naar zijn eigen tijdperk terug te keren; ze geven hem een beschermend pak waardoor hij het apparaat terwijl het door de tijd reist kan blijven besturen.

### Terug naar het heden
Als Mortimer bijna weer in zijn eigen tijd is, reist hij eerst nog even een paar weken terug naar het verleden. Daar ziet hij de wraakzuchtige en als gevolg van de straling doodzieke professor Miloch in de grot rondlopen, bezig de laatste hand te leggen aan de gesaboteerde tijdmachine. Direct bij de aankomst van Mortimer in het heden springt de tijdmachine uit elkaar; zelfs met een eventuele geslaagde terugkeer van Mortimer had de uiterst slimme Miloch al rekening gehouden. Niemand anders zal dus verder ook het geheim van de tijdmachine kennen. Mortimer raakt gewond, maar overleeft het.
In het ziekenhuis vertelt hij alleen aan Blake wat hij heeft beleefd. Behalve Blake zal niemand Mortimer geloven.

## Bijzonderheden
- Het verhaal kwam uit in het hoogtepunt van de Koude Oorlog. De angst voor kernwapens was voortdurend reëel. Jacobs gaf in diverse interviews aan dat hij zeker wist dat er vroeg of laat een echte kernoorlog zou komen. Dit heeft hij dan ook in het verhaal verwerkt.

- Jacobs was een fan van  H.G. Wells. De tijdmachine van H.G. Wells was een inspiratiebron voor De Valstrik.[1]

- De Valstrik is het enige Blake en Mortimer-avontuur van E.P Jacobs waarin Olrik niet voorkomt. Pas bij De Eed van de Vijf Lords, een verhaal dat niet meer is gemaakt door Jacobs, is Olrik weer een keer afwezig.

- De tijdmachine, die in dit verhaal chronoscaaf wordt genoemd, heeft een uiterlijk gebaseerd op een gyroscoop

- Als Mortimer zich in de oertijd bevindt zijn er diverse planten en diersoorten uit verschillende tijdsperioden te zien. Zo komt de meganeura uit het carboon, terwijl de plateosaurus uit het Trias. In werkelijkheid had dit nooit gekund.

- Het kasteel in dit verhaal bestaat echt. Het staat in het dorpje La Roche-Guyon.

- Bij de publicatie van het album keurde de Franse censuurcommissie dit verhaal niet goed. De commissie had voornamelijk problemen met het pessimistische toekomstbeeld en de Derde Wereldoorlog. Hierdoor werd het uitgeven van het album 10 jaar verboden in Frankrijk.[2]

- Verder wordt de toekomstige spelling van het Frans als fonetisch voorgesteld. Als Mortimer naar de toekomst reist en de ruïnes van wat ooit Parijs was aantreft, ziet hij in een ondergrondse tunnel een bord met de tekst Stassion 3 Direcsion Pari Santr. Ook Europa blijkt te zijn opgehouden te bestaan; een ander bord heeft het over de  Eta Uni DEurope é de Méditerané  ("Verenigde Staten van Europa en het Mediterraanse gebied")

- In 1997 verscheen er een pc-game voor windows 95/98. Dit interactieve spel volgt het verhaal van 'de valstrik' nauwkeurig met animaties van de strip en met een sfeervolle achtergrondmuziek.

- De Valstrik is qua verhaal een direct vervolg op S.O.S. Meteoren. Het volgende album, Het Halssnoer van de Koningin, sluit weer direct op De Valstrik aan.